# James N. Pidcock

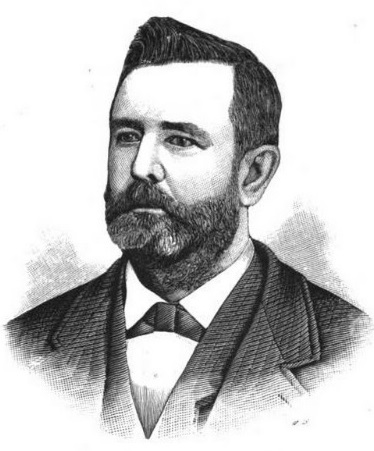
James N. Pidcock

James Nelson Pidcock (* 8. Februar 1836 in Whitehouse, Hunterdon County, New Jersey; † 17. Dezember 1899 in Whitehouse Station, New Jersey) war ein US-amerikanischer Politiker. Zwischen 1885 und 1889 vertrat er den Bundesstaat New Jersey im US-Repräsentantenhaus.

## Werdegang
James Pidcock war ein Cousin des Kongressabgeordneten Alvah A. Clark (1840–1912). Er besuchte die öffentlichen Schulen seiner Heimat sowie die Lebanon Grammar School. Zwischen 1850 und 1857 arbeitete er im Baugewerbe; danach wurde er in der Landwirtschaft tätig. Nach 1857 trat er auch als Viehhändler auf. Gleichzeitig begann er als Mitglied der Demokratischen Partei eine politische Laufbahn. Zwischen 1877 und 1880 saß er im Senat von New Jersey.
In den Jahren 1884 und 1888 war Pidcock Delegierter zu den jeweiligen Democratic National Conventions, auf denen jeweils Grover Cleveland als Präsidentschaftskandidat nominiert wurde. Bei den Kongresswahlen des Jahres 1884 wurde er im vierten Wahlbezirk von New Jersey in das US-Repräsentantenhaus in Washington, D.C. gewählt, wo er am 4. März 1885 die Nachfolge von Benjamin Franklin Howey antrat. Nach einer Wiederwahl konnte er bis zum 3. März 1889 zwei Legislaturperioden im Kongress absolvieren. Im Jahr 1888 verzichtete er auf eine erneute Kongresskandidatur.
Nach dem Ende seiner Zeit im US-Repräsentantenhaus arbeitete Pidcock wieder in der Landwirtschaft. Außerdem stieg er in das Eisenbahngeschäft ein. Er war am Bau einer Eisenbahnlinie im südlichen Teil von Georgia beteiligt. Dabei sicherte er sich lukrative Holzlieferverträge. Von 1891 bis 1896 war Pidcock Vorstandsvorsitzender der staatlichen Nervenheilanstalt von New Jersey. Außerdem war er im Obstanbau tätig. Er starb am 17. Dezember 1899 in Whitehouse Station.